# Juneau (Wisconsin)
Juneau és una població dels Estats Units a l'estat de Wisconsin. Segons el cens del 2000 tenia 2.485 habitants.

## Demografia
Segons el cens del 2000, Juneau tenia 2.485 habitants, 818 habitatges, i 554 famílies. La densitat de població era de 619 habitants per km².
Dels 818 habitatges en un 33,3% hi vivien nens de menys de 18 anys, en un 56,4% hi vivien parelles casades, en un 7,3% dones solteres, i en un 32,2% no eren unitats familiars. En el 26,9% dels habitatges hi vivien persones soles el 12,7% de les quals corresponia a persones de 65 anys o més que vivien soles. El nombre mitjà de persones vivint en cada habitatge era de 2,46 i el nombre mitjà de persones que vivien en cada família era de 2,99.
Per edats la població es repartia de la següent manera: un 20,9% tenia menys de 18 anys, un 8,9% entre 18 i 24, un 28,5% entre 25 i 44, un 21% de 45 a 60 i un 20,7% 65 anys o més.
L'edat mediana era de 40 anys. Per cada 100 dones de 18 o més anys hi havia 99,9 homes.
La renda mediana per habitatge era de 42.162 $ i la renda mediana per família de 50.263 $. Els homes tenien una renda mediana de 33.708 $ mentre que les dones 24.783 $. La renda per capita de la població era de 17.286 $. Aproximadament el 3,5% de les famílies i el 5,9% de la població estaven per davall del llindar de pobresa.

## Poblacions més properes
El següent diagrama mostra les poblacions més properes.